# Glyptotendipes brevilobus
Glyptotendipes brevilobus är en tvåvingeart som först beskrevs av Jean-Jacques Kieffer 1916.  Glyptotendipes brevilobus ingår i släktet Glyptotendipes och familjen fjädermyggor.
Artens utbredningsområde är Taiwan. Inga underarter finns listade i Catalogue of Life.